# Xestia dianthoecioides
Xestia dianthoecioides är en fjärilsart som beskrevs av Charles Boursin 1963. Xestia dianthoecioides ingår i släktet Xestia och familjen nattflyn. Inga underarter finns listade i Catalogue of Life.